# Studley Royal Park

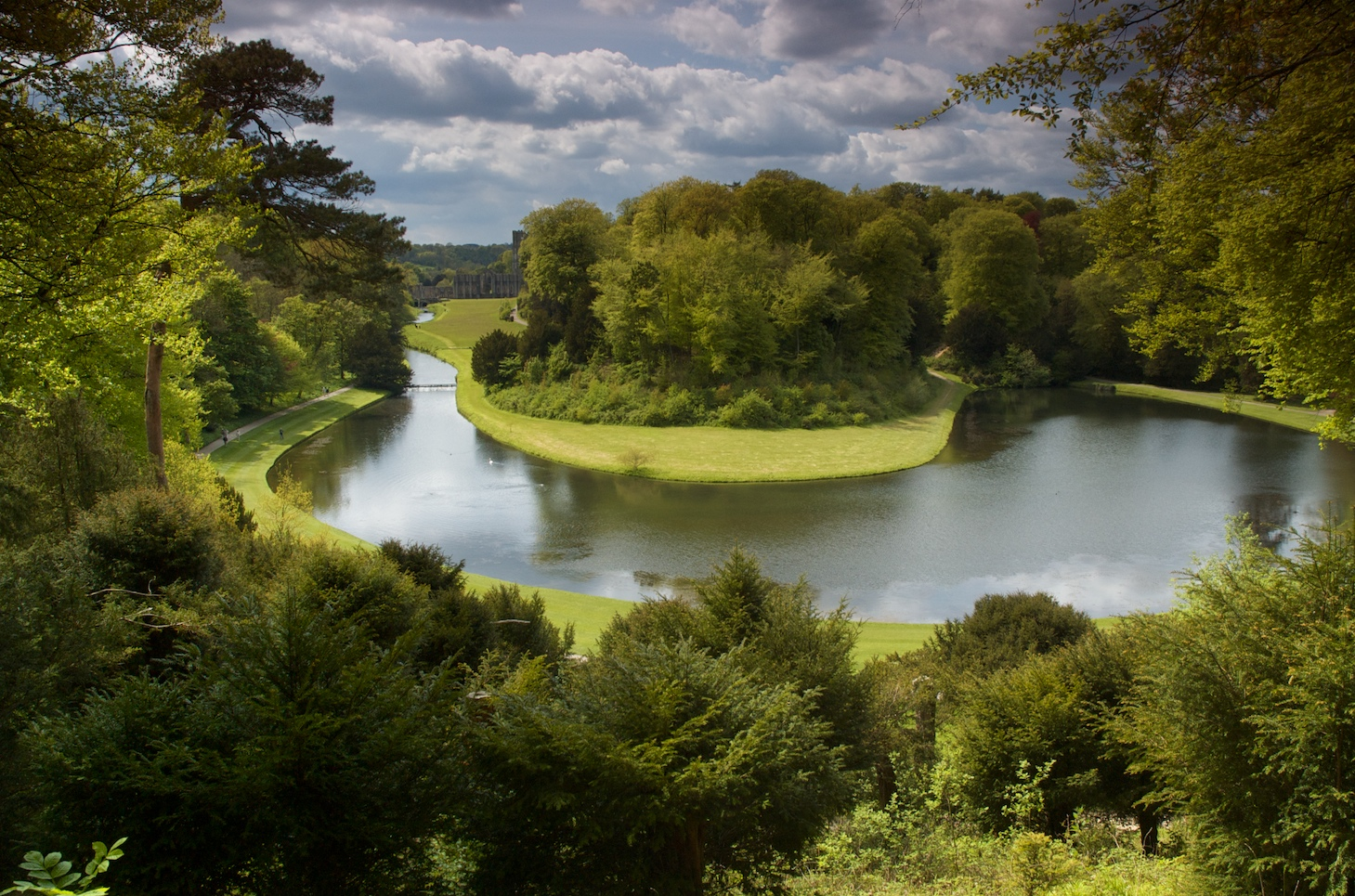
Park, jedna z částí Světového dědictví UNESCO.

Studley Royal Park (Královský park Studley) včetně ruin opatství Fountains Abbey (Fontánové opatství) v North Yorkshire, Anglie, je zapsáno na seznam světového dědictví organizace UNESCO. Místo, které má rozlohu 323 ha (800 akrů) je pokryto zahradou z 18. století, a obsahuje jednu z největších ruin cisterciáckého kláštera v Evropě a viktoriánský kostel navržený Williamrm Burgesem. 
Krajinářský park je vyšperkován romantickými stavbami. „Nejpůsobivější jsou Chrám Piety, Pavilonek Anny Boleynové nebo Osmiboká věž.“ (Ivar Otruba)

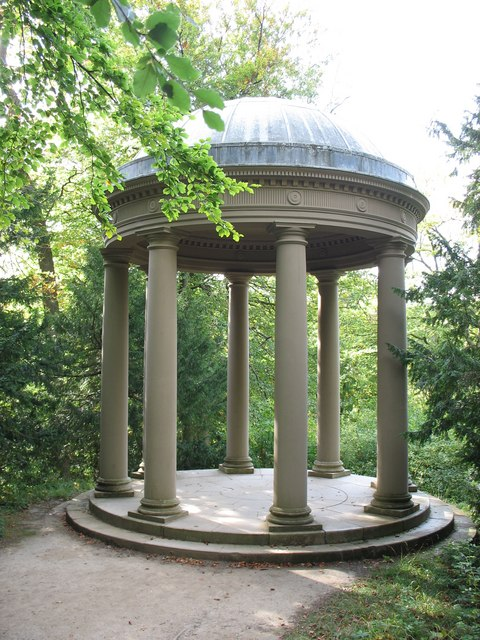
Monopteros Temple of Fame.

## Historie

### Fountains Abbey
Opatství Fountains Abbey bylo založeno v roce 1132 benediktinskými mnichy, kteří odešli z opatství St Mary's Abbey jako cisterciácký řád. Po zrušení klášterů v roce 1539 Henry VIII, byly budovy opatství a více než 200 hektarů (500 akrů) půdy prodáno královstvím siru Richardu Greshamovi, obchodníkovi. Majetek byl předáván několik generací rodem sira Richarda a pak prodán Stephenovi Proctori, který postavil Fountains Hall, pravděpodobně mezi lety 1598 a 1604. Fountains Hall je zámeček, postavený částečně z kamene z ruin opatství Fountains Abbey. Fountains Abbey Mill je mlýn z 12. století, který zůstal ve Velké Británii a nejstarší funkční budova na pozemku.

### Studley estate
John Aislabie zdědil Studley estate od svého staršího bratra v roce 1693. Byl konzervativní člen parlamentu pro Ripon v roce 1695, a v roce 1718 se stal ministrem financí. Aislabie byl hlavním sponzorem programu South Sea Company scheme. V roce 1720, kdy se tato obrovská finanční operace zhroutila, byl vyloučen z parlamentu a diskvalifikován doživotně z veřejného úřadu.
Aislabie se vrátil do Yorkshiru a věnoval se od roku 1718 tvorbě zahrady. Po jeho smrti v roce 1742, jeho syn William rozšířil úpravu o zbytky opatství a Fountains Hall. Změnil upravené oblasti v malebném romantickém stylu, kontrastujícím s formálností úprav jeho otce. Mezi tím oba vytvořili Water Garden, pravděpodobně nejdůležitější podobná úprava v Anglii 18. století. V roce 1983 majetek získal National Trust.

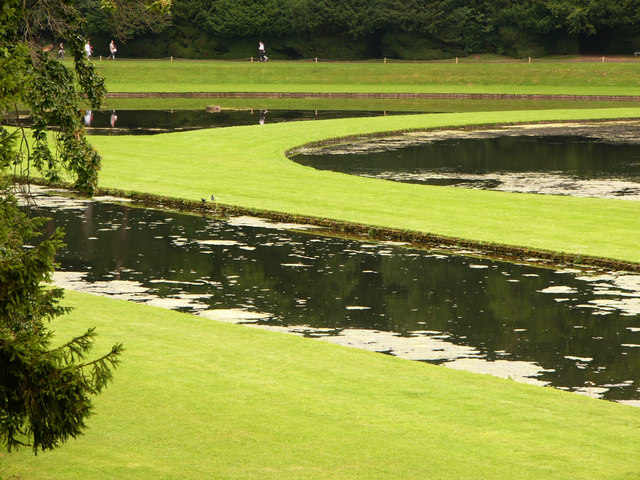
Studley Royal Water Garden.

### Studley Royal House
Studley Royal House (nebo Hall), stál v severozápadním rohu parku. Původně to byl středověký zámek, který vyhořel v roce 1716 a byl přestavěn Johnem Aislabie. V roce 1762 byl upraven v Palladianském stylu. Budova byla zničena požárem v roce 1946. Velká část postavená v letech 1728 a 1732 přežila a nyní je upravena jako soukromý dům.

## Nedávná historie
V roce 1966 koupil panství od West Riding County Council a v roce 1983 jej získal National Trust. V roce 1986 byl celý park vyhlášen světovým dědictvím UNESCO. To je uznání pro mistrovské dílo lidského tvůrčího génia a vynikající příklad určitého typu budovy nebo architektonického či technologického souboru nebo krajiny, který ilustruje významné etapy v dějinách lidstva.

## Hlavní části

### Studley Royal Water Garden
Zahradu Studley Royal Water Garden vytvořil John Aislabie v roce 1718, je jedním z nejlepších přežívajících příkladů vodní zahrady své doby v Anglii. Byla rozšířena jeho synem, Williamem, který zakoupil sousední Fountains Estate. Elegantní ozdobné jezera, kanály, chrámy a kaskády poskytují sled dramatických a poutavých pohledů. Úprava je také poseta řadou pošetilých prvků, včetně neogotického hradu a hodovního domu v palladianském stylu.

### Kostel St Mary's Church
Hlavní článek: St Marie je, Studley Royal
Pohled na West Endu v kostele
Kostel St Mary's Church (kostel Panny Marie) byl jedním ze dvou, pozdně viktoriánských, památných kostelů v Yorkshire, postavený rodem prvního markýze z Ripon na památku Fredericka Granthama Vynera. Další je kostel Church of Christ the Consoler (Krista Utěšitele) v Skelton-on-Ure, jehož architektem byl William Burges. Vyner byl zavražděn řeckých bandity v roce 1870 a jeho matka, lady Mary Vyner, a sestra, lady Ripon, použili nevyčerpané výkupné, které shromáždili k získání jeho svobody, na výstavbu dvou kostelů na jeho památku v jejich panství. Burges byl jmenován jako architekt s největší pravděpodobností v důsledku spojení mezi jeho největším mecenášem, Johnem Crichtonem-Stuartem, třetím markýzem Bute a Vynerem, kteří byli přátelé z Oxfordu. Kostel byl vysvěcen v roce 1878. Interiér je nádherný, převyšující Skelton v bohatství a vznešenosti. Barevná skla mají zvláště vysokou kvalitu. St Marie je Burgesovo "církevní mistrovské dílo."

### Deer park
Středověký Deer Park (Jelení park), v němž leží kostel, je domovem 500 jelenů a bohatství flory a fauny.

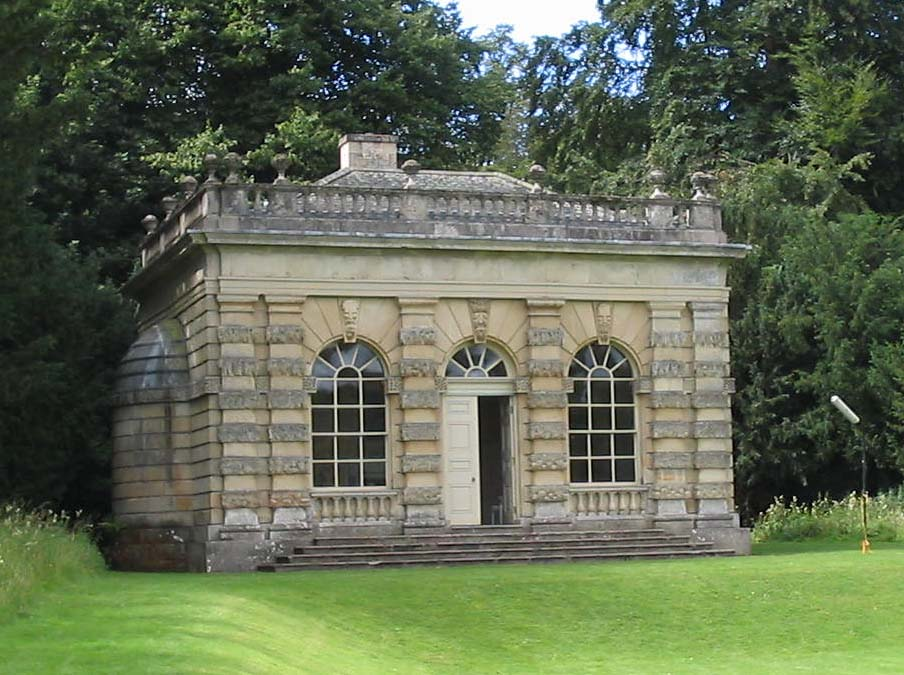
Odpočívadlo Banqueting House
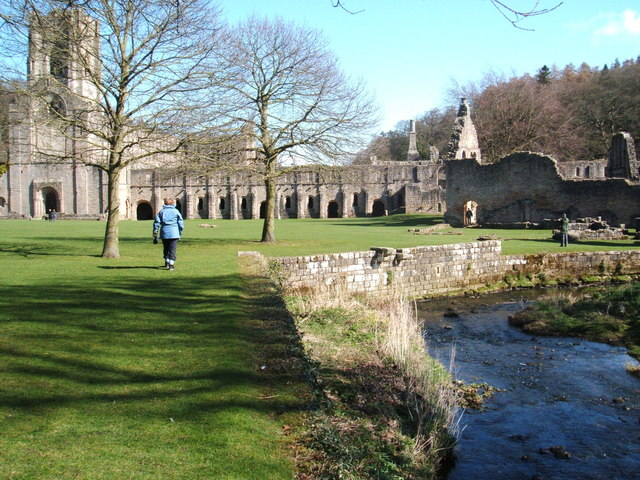
Opatství Fountains Abbey
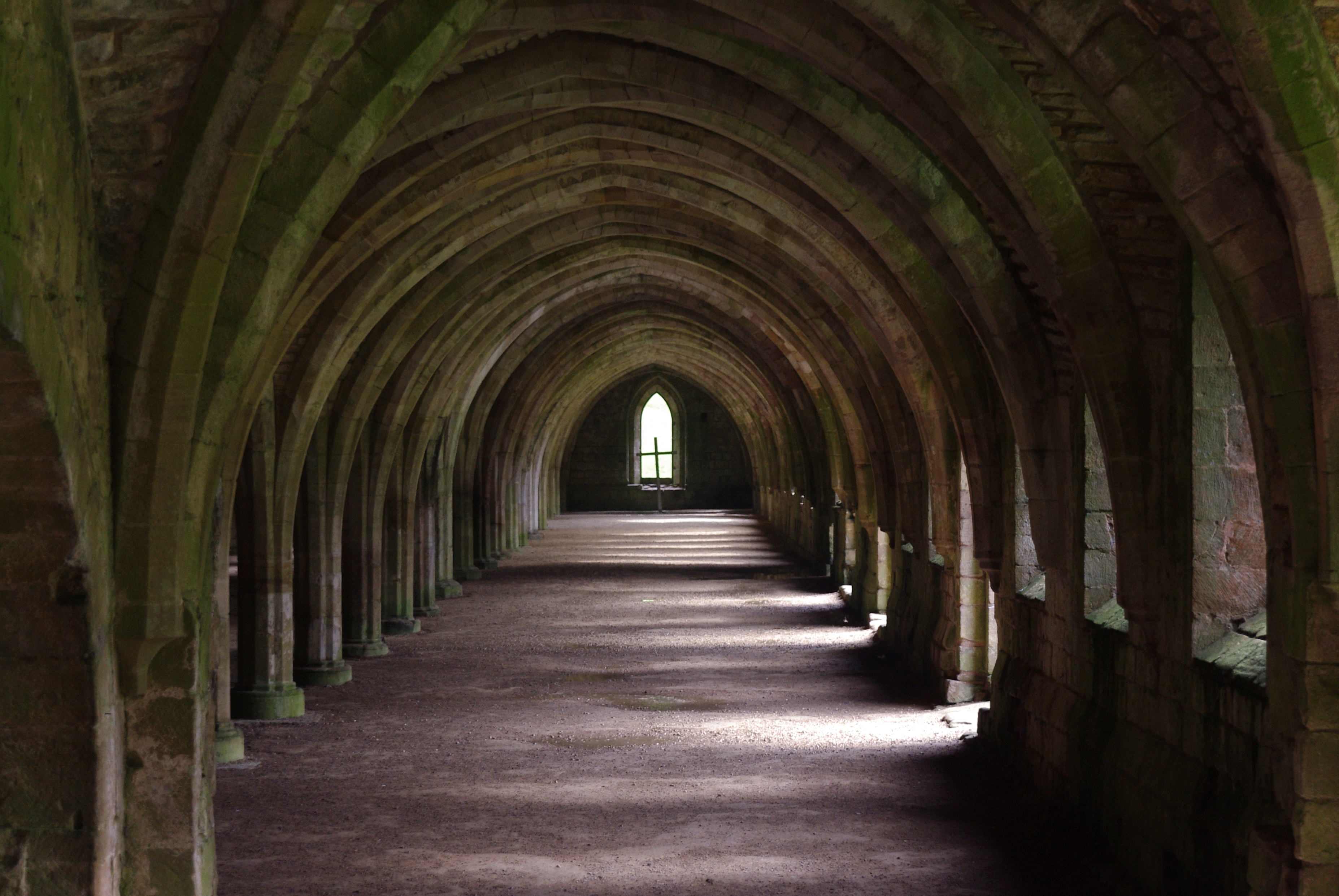
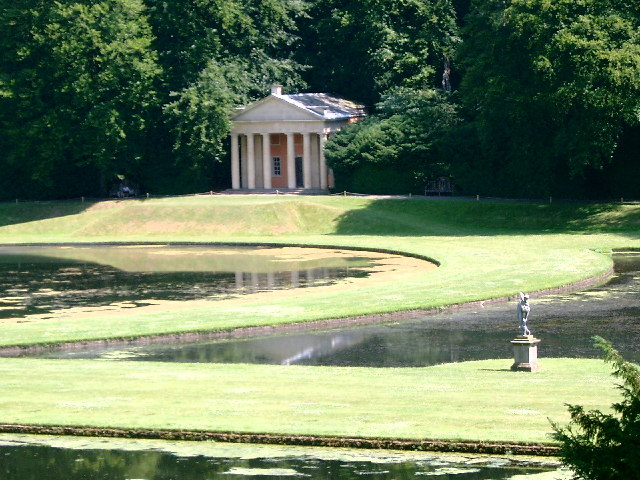
Water Gardens
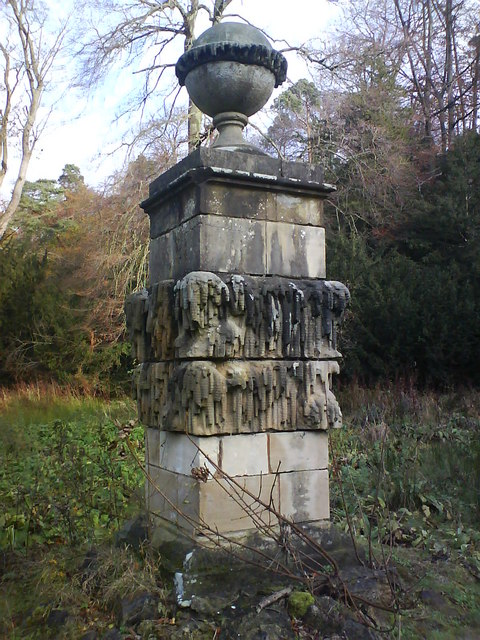
Quebec Monument
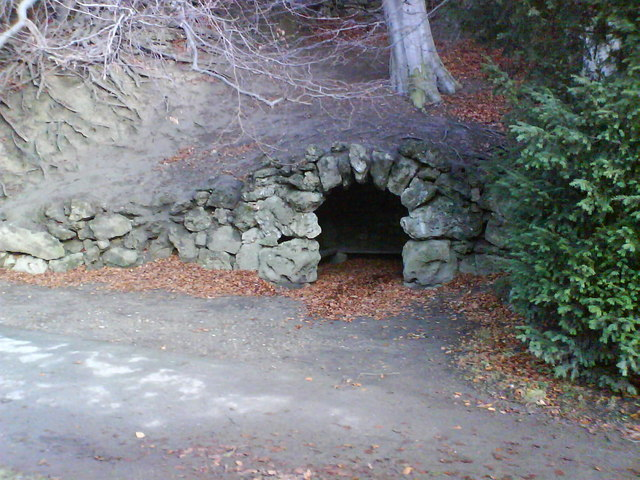
"Tatie Hole"